# Herzogtum Breslau

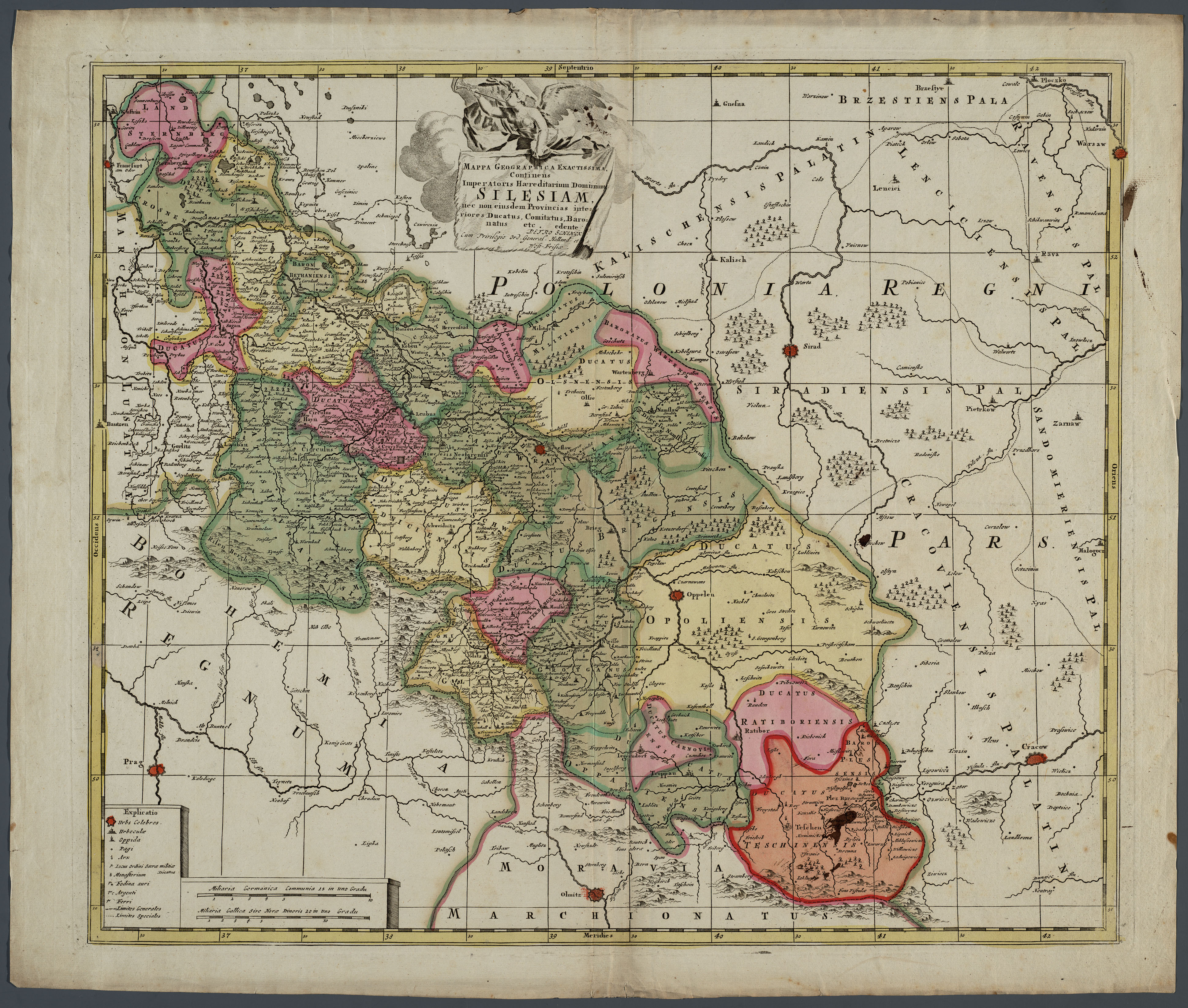
Herzogtum Breslau (Ducatus Wratislaviensis), Schlesienkarte von Petrus Schenk, 1710

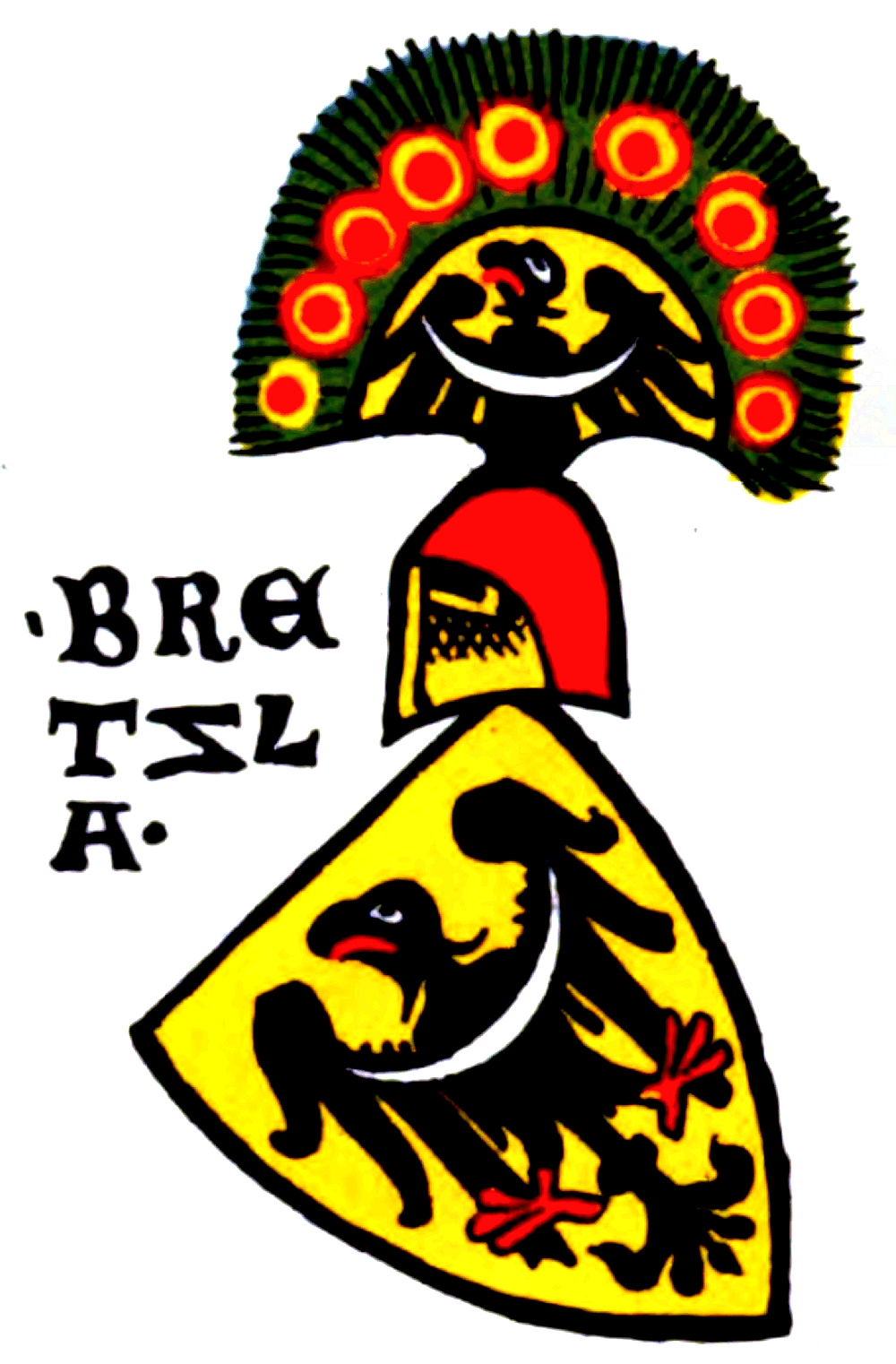
Wappen des Herzogs von Breslau, Zürcher Wappenrolle, ca. 1340

Das Herzogtum Breslau (lateinisch Ducatus Wratislawiae) entstand 1248/51 durch Teilung des Herzogtums Schlesien in die Herzogtümer in Schlesien. Das Herzogtum Breslau war ein weltliches Herzogtum der Schlesischen Piasten. Bistumsland der Breslauer Bischöfe war das Fürstentum Neisse. Nach dem Tod des Herzogs Heinrich VI. fiel das Herzogtum Breslau 1335 als erledigtes Lehen an die Krone Böhmen, wodurch es ein böhmisches Erbfürstentum wurde.

## Geschichte
Nachdem die Brüder Boleslaw I. und Mieszko I. nach dem Tod ihres Vaters Władysław II. mit Hilfe des Kaisers Friedrich I. 1163 aus dem thüringischen Exil nach Schlesien zurückkehren durften, regierten sie das Herzogtum Schlesien zunächst gemeinsam. Da es jedoch bald zwischen ihnen zu Streitigkeiten kam, wurde das Land geteilt. Der ältere Boleslaw erhielt Mittel- und Niederschlesien mit den Gebieten Breslau, Liegnitz und Oppeln. Mieszko erhielt das kleinere oberschlesische Gebiet Ratibor-Teschen, das 1177 um die Kastellaneien Beuthen und Auschwitz vergrößert wurde. Nach Boleslaws Tod 1201 eignete sich Mieszko auch das Oppelner Land an. Die oberschlesischen Fürsten, auch die Besitzer von Teilgebieten, nannten sich fortan „Herzöge von Oppeln“. Sie verwendeten bis ins 14. Jahrhundert den Namen „Schlesien“ überhaupt nicht. Dagegen nannten sich die regierenden Piasten in Mittel- und Niederschlesien „Herzöge von Schlesien“. Diese Bezeichnung führten sie auch, nachdem das Land in zahlreiche Teilherzogtümer mit eigenen Namen zerfallen war.
Das so entstandene Herzogtum Schlesien wurde nach dem Tod des Herzogs Heinrich II. 1248/51 unter seine Söhne geteilt:
- Boleslaw II. († 1278) erhielt Liegnitz
- Konrad I. († 1232/36) erhielt Glogau
- Heinrich III. erhielt zusammen mit seinem Bruder Wladislaw († 1270) Breslau.

Erster Herzog von Breslau war somit Heinrich III., der seinen Bruder Wladislaw, der für die geistliche Laufbahn bestimmt war, zum Mitregenten hatte. 1261 verliehen beide ihrer Hauptstadt Breslau das Magdeburger Recht. Nach Heinrichs III. Tod 1266 war sein Sohn Heinrich IV. erst acht oder neun Jahre alt. Deshalb übernahm die Regierung des Herzogtums Breslau Heinrichs Mitregent Wladislaw. Da Heinrich IV. ohnehin am Prager Königshof erzogen wurde, übernahm die Vormundschaft nach Wladislaws Tod 1270 der böhmische König Ottokar II. Přemysl. 1272 bestimmte Heinrich IV. Breslau zur Hauptstadt Schlesiens und verlieh ihr große Privilegien. Seit 1274 führte er den Titelzusatz „Herr von Breslau“. Da Heinrich keine leiblichen Nachkommen hatte, bestimmte er testamentarisch seinen Neffen Heinrich III. von Glogau zum Erben von Schlesien-Breslau. Infolge des Widerstands der Breslauer Bürger fiel es mit Unterstützung des böhmischen Königs Wenzel II. jedoch 1290 an Heinrichs gleichnamigen Neffen Heinrich V. von Liegnitz.
Dieser schenkte den südlichen Teil des Fürstentums Breslau entlang des Gebirges, zu dem die Gebiete von Münsterberg, Frankenstein, Strehlen, Reichenbach und Schweidnitz gehörten, seinem Bruder Bolko I. Die Gebiete entsprachen in etwa den späteren Fürstentümern Schweidnitz und Münsterberg. Durch die Schenkung erhoffte sich Heinrich V. von seinem Bruder eine Unterstützung im Kampf mit seinem Rivalen Heinrich III. von Glogau. Trotzdem musste er diesem 1291 u. a. Groß Wartenberg, Trebnitz, Militsch, Sandewalde, Auras und Steinau a. O. abtreten. Durch Verrat geriet Heinrich zwei Jahre später in Gefangenschaft Heinrichs von Glogau, der ihn in Sandewalde bei Guhrau in einem Verlies gefangen hielt und erst 1294 entließ. Als Gegenleistung für die Freilassung musste Heinrich V. auf das gesamte Gebiet rechts der Oder zugunsten seines Peinigers verzichten, dem er sich außerdem zu Geldzahlungen und Kriegshilfe verpflichten musste. Aus Furcht vor weiteren Gebietsverlusten übergab Heinrich V. das Herzogtum Breslau kurz vor seinem Tod am 1. Februar 1296 in den Schutz des Papstes Bonifaz VIII. Da Heinrichs V. Söhne noch minderjährig waren, wurde das Erbe erst 1311 geteilt. Der zweitgeborene Sohn Heinrich VI. erbte Breslau, das nur noch aus den Weichbildern Breslau und Neumarkt bestand.
Heinrich VI. wurde während seiner Herrschaft großzügig von der Stadt Breslau unterstützt, der er eine Reihe von Privilegien gewährte. 1319–1321 wurde sein Land allerdings mit dem Interdikt belegt, da er sich wie die meisten schlesischen Herzöge gegen die Erhebung des Peterspfennigs als Pro-Kopf-Steuer wandte. Unter Mitwirkung der Stadt Breslau übertrug er am 6. April 1327 sein Herzogtum als Lehen an den böhmischen König Johann von Luxemburg. Gleichzeitig räumte er diesem das Erbrecht für den Fall ein, dass er (Heinrich) ohne männliche Leibeserben sterben sollte. König Johann reichte Heinrich sein Herzogtum unverzüglich zum lebenslangen Nießbrauch zurück und gewährte ihm aus Dankbarkeit zudem die lebenslange Nutznießung des Glatzer Landes. Heinrich war der letzte Breslauer Herzog aus der schlesischen Linie der Piasten. Noch vor seinem Tod wurde am 24. August 1335 der Vertrag von Trentschin abgeschlossen, mit dem der polnische König Kasimir der Große auf jeden Anspruch Polens auf Schlesien verzichtete. Demzufolge ging Heinrichs Herzogtum Breslau ohne jeden Widerspruch als Erbfürstentum und Nebenland in den Besitz der Krone Böhmen über.
Breslauer Statthalter des böhmischen Königs, der nun auch den Titel „Herzog von Breslau“ führte, wurde der von diesem ernannte Landeshauptmann, dem auch die Verwaltung des Herzogtums Breslau oblag. Von 1359 bis 1635 wurde dieses Amt zumeist dem Rat der Stadt Breslau übertragen, dessen Ratsältester das Amt des Landeshauptmanns bekleidete. Obwohl Breslau nicht mehr Residenzstadt war, spielte die Breslauer Landeshauptmannschaft eine führende Rolle im Kreise der schlesischen Herzöge und Fürsten. Die schlesischen Fürstentage fanden allerdings nicht in der Burg, sondern im Breslauer Rathaus statt. Der ehemals herzogliche Bereich der Stadt wurde überwiegend an geistliche Stiftungen übertragen. Die königliche Burg wurde als Bestandteil der Stadtbefestigung weiter ausgebaut.
Nach dem Ersten Schlesischen Krieg fiel das Fürstentum Breslau 1742 an Preußen. Nachfolgend führten die preußischen Könige u. a. auch den Titel „Herzog von Breslau“. 1807 wurden die Herzogtümer als Folge der preußischen Verwaltungsreformen aufgelöst.

## Herzöge von Breslau nach der Teilung des Herzogtums Schlesien
- 1241–1266 Heinrich III. († 1266) und dessen Bruder Wladislaw († 1270) als Mitregent, Söhne Heinrichs II.
- 1266–1290 Heinrich IV. († 1290), Sohn Heinrichs III.
- 1290–1296 Heinrich V., Sohn des Boleslaw II. von Liegnitz, der ein Bruder Heinrichs III. war
  - 1296–1311 Vormundschaft für die minderjährigen Söhne Heinrichs V.
- 1311–1335 Heinrich VI., Sohn Heinrichs V.

- Nach dem Tod Heinrichs VI. gelangte Breslau als Erbfürstentum an die Krone Böhmen. Den Titel „Herzog von Breslau“ führten fortan die Könige von Böhmen.

1742–1807 beherrschten die Könige von Preußen den größten Teil Schlesiens mit Breslau als Residenzstadt, ein kleiner Teil blieb bei Österreich (siehe: Preußisch-Schlesien und Österreichisch-Schlesien).

## Königliche Landeshauptleute des Erbfürstentums Breslau (nicht vollständig)
- 1336–1337 Konrad von Borsnitz (tschechisch Konrád z Borsnice)[2][3]
- 1337–1339 Heinrich von Haugwitz (Jindřich z Haugvic)
- 1339–1341 Konrad von Falkenhain / Falkenhayn (Konrád z Falkenhainu)[4]
- 1341–1343 Heinrich von Sterz, auch Stercz, de Sterzis, von der Stertz[3] (Jindřich z Sterče)
- 1343–1357 Konrad von Falkenhayn
- 1357–1358 Burchard, Graf von Hardegg und Retz
- 1358–1359 Breslauer Rat
- 1359–1361 Konrad von Falkenhayn
- 1361–1369 Breslauer Rat
- 1369–1383 Thimo VII. von Colditz (Těma z Koldic)
- 1387–1389 Christoph von Bank, auch Banck[5]
- 1389–1396 Benesch/Beneš von Choustnik[6]
- 1396–1397 Stephan//Štěpán von Dobruška und Opočno; wurde 1397 zusammen mit Stefan Poduška von Martinitz, Burkhard Strnad von Janowitz und dem Prior des Johanniterordens Marquard von Strakonitz ermordet.
- 1397–1403 Benesch/Beneš von Choustnik † 1410
- 1406–1407 Johannes von Bank „der Reiche“, * 1391 † 1437, (1406–1431 Ratsherr; 1423 Kämmerer)[7]
- 1408–1413 Jan von Chotěmice
- 1413–1419 Heinrich von Lazan
- 1420–1424 Albrecht von Kolditz
- 1426–1434 Michael von Bank, auch Banck (mit Unterbrechungen)
- 1437–1454 Alexius von Bank[8]
- 1454–1457 Heinrich IV. von Rosenberg
- 1457–1472 Johann II. von Rosenberg
- 1491–1506 Hans Haunold (mit Unterbrechungen)
- 1534–1538 Johannes Metzler
- 1551–1567 Anton von Banck[9]
- 1573–1587 Nicolaus Rehdiger
  - 1588 (?) Henricus von Logau[10]
  -  ? Balthasar Heinrich von Oberg[11]
- ?–1606 Abraham von Jenkwitz[12][13]
- 1607–1624 Adam von Dobschütz
- ?–? Wilhelm Borek von Rostropitz († 1641)[14]
- 1670–1671 Johann Bernhard II. von Herberstein
- 1671–1673 Christian Hoffmann von Hoffmannswaldau
- 1675–1676 Christian Hoffmann von Hoffmannswaldau